# Ricardo del Bufalo
Ricardo Del Bufalo (2 de diciembre de 1991, Florencia, Italia) es un comediante, músico y guionista venezolano.

## Carrera
Ricardo Del Bufalo se graduó como licenciado en comunicación social. Ha escrito guiones para radio, televisión y redes sociales desde 2014 y ha trabajado en programas tales como Calma Pueblo, Reporte Semanal con el Profesor Briceño, Pantalla Dividida y El Show de Nelson Bocaranda. También ha participado en varios stand-ups, incluyendo Los Finalistas (2015), Viral (2015-2017), Esto Es Tuyo (2016 y 2018), Cambiando de Tema (2017) y Doble Moral (2018). En 2018 lanzó un web show informativo y un disco de protesta con el mismo nombre, «Por Eso Estamos Como Estamos», sobre la crisis en Venezuela y sus causas.
Ricardo fue el ganador del Primer Torneo Nacional de Stand-Up Comedy en 2015, y en 2019 fue nombrado como «Ciudadano del Año» por la ONG Más Ciudadanos.
En 2022 inició «A Medias Podcast» con la politóloga Ana Milagros Parra, con quien recorrió varias universidades de Venezuela para hablar con jóvenes sobre la situación política de Venezuela.
Del Bufalo ha sido colaborador de El Chigüire Bipolar y El Mostacho, además de docente de un taller de escritura humorística de nivel básico junto a Rolando Díaz.

## Discografía
- Por eso estamos como estamos (2018)
- Venecadencia (2021)